# Lucerne Blues Festival
Das Lucerne Blues Festival ist ein seit 1995 jährlich in der Schweizer Stadt Luzern stattfindendes Bluesfestival. Es findet jeweils während 9 Tagen im November statt und wird von rund 10'000 Zuschauern besucht.

## Geschichte
Aus dem Gefühl heraus, dass es in der Schweiz zu wenig Blueskonzerte gibt, gründete eine Gruppe eine Non-Profit-Organisation, die das erste Lucerne Blues Festival im Rollerpalast Luzern veranstaltete. Dieser Zugang ist für die Veranstalter noch heute Verpflichtung. Das Festival wird wie am Anfang von ehrenamtlichen Mitarbeitern organisiert. Die Ziele sind:
- dem Blues zu einem grösseren Bekanntheitsgrad verhelfen
- Bluesfans sollen wahren, echten Blues von Weltklasse auch in der Schweiz erleben können
- die Musiker sollen im Mittelpunkt stehen

Dass beim Festival Kunst und nicht Kommerz im Mittelpunkt steht, haben Bluesmusiker weltweit erkannt und kommen gerne in die Schweiz. Das Festival findet seit 1997 im Grand Casino Luzern statt. Neben den Konzerten veranstaltet das Festival auch ein Kulturvermittlungsprogramm (Blues at school).
2007 erhielt das Lucerne Blues Festival den Keeping the Blues Alive Award der Blues Foundation in der Kategorie International. Der Preis wird für signifikante Leistungen im Hintergrund der Bluesszene vergeben. Seit einigen Jahren entstehen auch Livemitschnitte von Konzerten des Lucerne Blues Festivals, die vom deutschen Label CrossCut Records in der Serie In the House veröffentlicht werden. Die Aufnahme eines Konzerts von Otis Clay 2003 wurde 2006 für den Blues Music Award in der Kategorie Soul Blues Album of the Year nominiert.

## Musiker auf dem Festival (Auswahl)
Lurrie Bell mit Eddie Shaw, Mark Hummel & The Blues Survivors mit Rusty Zinn, B. B. & The Blues Shacks, C. J.  Chenier & The Red Hot Louisiana Band, Marcia Ball, Curtis Salgado, Bettye LaVette, Buckwheat Zydeco, Sue Foley, Keb’ Mo’, Lonnie Brooks, John P. Hammond, Duke Robillard Band, Rod Piazza & The Mighty Flyers, T-Model Ford, R. L. Burnside, Frank Frost & Sam Carr, Snooky Pryor, Robert Lockwood junior, Rolling Fork Revue feat. Big Bill Morganfield, Pinetop Perkins & The Bob Margolin Blues Band, Anson Funderburgh & The Rockets mit Sam Myers, Kenny Neal, Billy Branch & The Sons Of Blues, Cephas & Wiggins, Bob Margolin’s All-Star Blues Jam feat. Mookie Brill, Willie „Big Eyes“ Smith, Carey Bell, Hubert Sumlin and Diunna Greenleaf, James Cotton Blues Band und viele andere.